# Oxytoma
Oxytoma is een uitgestorven geslacht van mollusken, dat leefde van het Laat-Trias tot het Laat-Krijt.

## Beschrijving
Deze tweekleppige mantelschelp had een schelp, waarvan het achterste oor een scherphoekige vleugel vormde, terwijl het voorste oor sterk was gereduceerd. De linkerklep bevatte scherpe, kamvormige ribben, die als doorns buiten de omtrek uitstaken, terwijl de rondere en plattere rechterklep een veel verfijndere sculptuur bevatte. In het lange, rechte slot bevond zich in de buurt van het centrum een kleine uitholling voor het resilium (in een groeve op de slotplaat gelegen kussentje van elastisch materiaal dat de kleppen uiteen drukt). De lengte van de schelp bedroeg ongeveer 3,5 cm.

## Leefwijze
Dit geslacht bewoonde diverse zeemilieus en voedde zich met zwevende deeltjes. Het zat met een byssus (een bundel elastische hechtdraden) vastgehecht aan schelpen en grind op de zeebodem.